# (6677) Renoir
(6677) Renoir (3045 T-3) – planetoida z pasa głównego asteroid okrążająca Słońce w ciągu 5,86 lat w średniej odległości 3,25 j.a. Odkryta 16 października 1977 roku.